# Districte de Gösgen
El districte de Gösgen és un dels deu districtes del cantó de Solothurn (Suïssa). Té una població de 22698 habitants (cens de 2007) i una superfície de 68.81 km². Està format per 12 municipis i el cap del districte és Niedergösgen.

## Municipis
- CH-5015 Erlinsbach
- CH-4633 Hauenstein-Ifenthal
- CH-4468 Kienberg
- CH-4654 Lostorf
- CH-5013 Niedergösgen
- CH-4653 Obergösgen
- CH-4655 Rohr
- CH-4655 Stüsslingen
- CH-4632 Trimbach
- CH-4652 Winznau
- CH-4634 Wisen

## Fusions de municipis

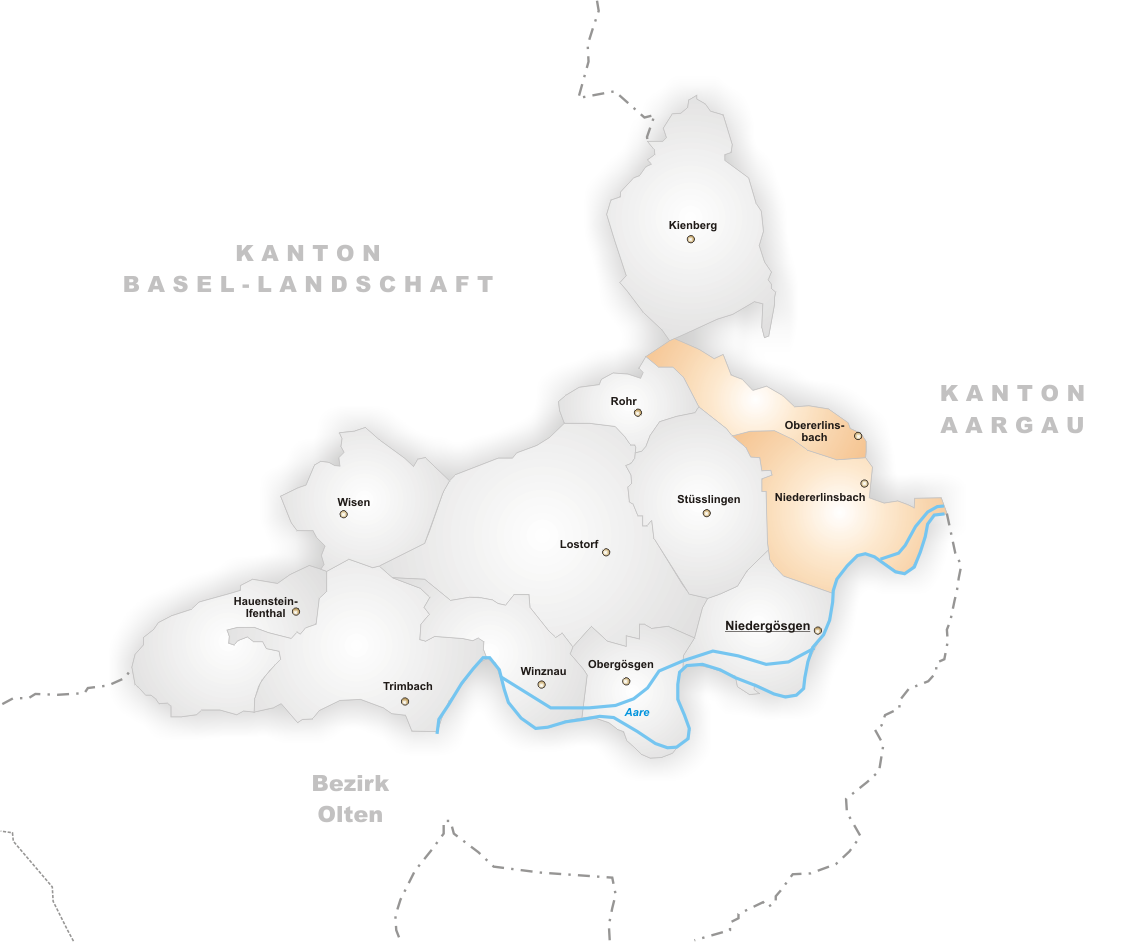
Gemeinden bis 2005

- 2006: Niedererlinsbach i Obererlinsbach → Erlinsbach